# 曼薩納雷斯-埃爾雷亞爾新堡

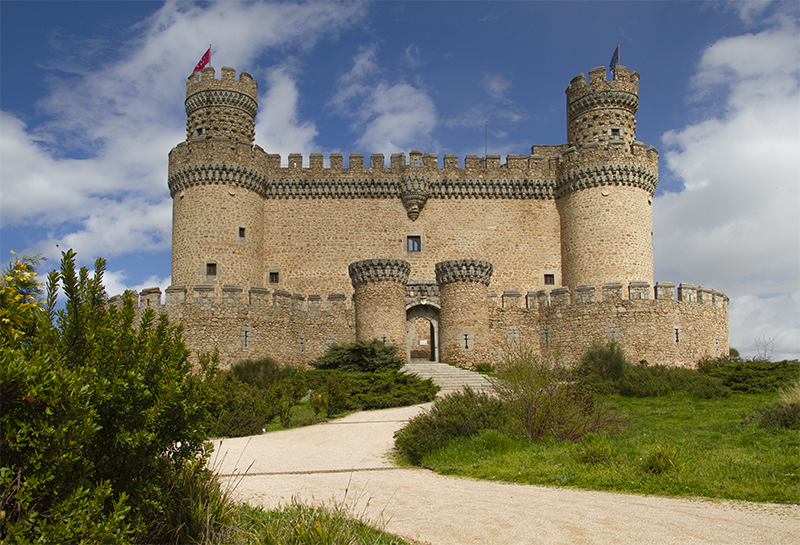
曼薩納雷斯-埃爾雷亞爾新堡

曼薩納雷斯-埃爾雷亞爾城堡（New Castle of Manzanares el Real）是位於西班牙馬德里自治區曼薩納雷斯-埃爾雷亞爾的一座要塞和宮殿建築。曼薩納雷斯-埃爾雷亞爾始建於1475年。現在這座建築是一座博物館。

## 外部連結
- Information and photo gallery of New Castle of Manzanares el Real in www.castillosnet.org

40°43′38″N 3°51′44″W / 40.72722°N 3.86222°W